# Farida Osman
Farida Hisham Osman (em árabe: فريدة هشام عثمان; Indianápolis, 18 de janeiro de 1995) é uma nadadora egípcia, nascida nos Estados Unidos.

## Carreira

### Rio 2016
Osman competiu nos 50 m livre feminino nos Jogos Olímpicos de Verão de 2016, sendo eliminada nas eliminatórias.

## Reconhecimento
É uma das 100 Mulheres da lista da BBC de 2019.